# Transculturación
El término transculturación se generó en el terreno de la antropología a partir del año 1940; el concepto lo ideó Fernando Ortiz (en Contrapunteo cubano del tabaco y el azúcar), del artículo Nuestra América de José Marti.
El diccionario de la Real Academia Española define a este término como «recepción por un pueblo o grupo social de formas de cultura procedentes de otro, que sustituyen de un modo más o menos completo a las propias». Por lo que se podría decir que la transculturación es un proceso gradual por el cual una cultura adopta rasgos de otra, hasta culminar en una aculturación. Generalmente se ha supuesto que la enseñanza o intercambio de rasgos que van desde una cultura más desarrollada  a otra menos desarrollada, parecería que puede ocurrir sin conflictos; sin embargo, se observa que la mayoría de las transculturaciones son muy conflictivas, en especial para la cultura receptora.
Los cambios culturales representan los cambios en la historia, como fue la cultura de la sociedad agraria que evolucionó hacia la cultura de la sociedad industrial. Es importante tener en cuenta que la transculturación es un proceso, no siempre fácil de explicar porque sus protagonistas son sociedades, y como tales abarcantes. Sin dudas no es un proceso fácil e incluso hasta podría llegar a ser "doloroso" en muchos casos, esto nos muestra que hay una sociedad que se impone con su cultura frente a otra, perdiendo esta última muchos rasgos característicos propios. Además, si observamos, las culturas extranjeras se adueñan del estilo de vida de muchas personas, en especial de sus tradiciones. Y sobre todo como dice el analista Irving Vladimir Aguilar Saravia: «Toda cultura que no tiene una fuerte base no perdura para siempre», lo que da a entender que las culturas deben estar bien integradas en la sociedad para que perduren y no se pierdan mientras que la transculturización se expande.[cita requerida]
Igualmente como dice el analista Irving Aguilar: uno de los principales impulsores de la transculturización es la globalización, que ha abierto las fronteras para el libre mercado entre países con lo que el fenómeno anterior se ha expandido de manera muy rápida. Las consecuencias serían: La pérdida de identidad y que los valores o culturas del país se pierdan.[cita requerida]

## ¿Transculturalismo o interculturalismo?
Existen cuestiones como esta dentro del campo de la antropología, ¿Significa lo mismo transculturación e interculturalidad? El problema es que hay cierta tendencia a considerar como sinónimos a la transculturalidad e interculturalidad. Esto se debe a que, durante años, los estudios transculturales (a veces llamados estudios holoculturales o comparativos) y los estudios interculturales se han encargado de analizar, describir, contrastar, y documentar los diferentes sistemas políticos, educacionales, económicos, el folclore, etcétera, que existen en el mundo.
La transculturación se refiere a la situación en la cual varias culturas que tienen contacto se influyen mutuamente y sobreviven por largo tiempo; por esa razón, los investigadores sociales crearon centros de investigaciones transculturales, con el objetivo de documentar a las diferentes etnias que existen, ya que está el peligro latente de que una absorba por completo a la otra (aculturación). En cambio, la interculturalidad está más ligada a la creación de políticas públicas que proponen el buen vivir y el desarrollo local, que plantean los gobiernos de muchos países, fomentando el respeto interétnico entre los pueblos que comparten un contexto geográfico. En ese sentido podríamos decir que las investigaciones transculturales son teóricas, y que los estudios interculturales poseen una mayor aplicación práctica; actualmente, tanto estudios transculturales como interculturales están abarcados en un campo más grande, es decir, en los estudios culturales.